# Clã Ōkubo

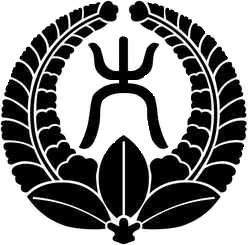
Mon (Brasão) do Clã Naitō

O Clã Ōkubo (大久保氏, Ōkubo-shi) foi um clã de samurais, que ganhou destaque nos períodos Sengoku e Edo da História do Japão . Eram importantes vassalos do Clã Tokugawa, por isso no shogunato Tokugawa, foram classificados como fudai daimyō  .

## Genealogia do clã Ōkubo
O Clã Ōkubo se originou no Século XVI na Província de Mikawa .  O Clã Ōkubo  descende do Clã Utsunomiya, e estes eram descendentes de Fujiwara no Michikane (955-995). Ōkubo Tadatoshi (1499-1581) e seu irmão mais novo Ōkubo Tadakazu (1511-1583) foram os primeiros a abandonar o nome Utsunomiya e adotar Ōkubo. Os dois irmãos estavam entre os sete vassalos mais próximos de Matsudaira Hirotada, o pai de Tokugawa Ieyasu.

### Ramo principal
Ōkubo Tadayo (1531-1593), filho de Tadakazu, participou como general em todas as campanhas militares de Tokugawa Ieyasu. Em 1590, após a transferência de Ieyasu para a Região de Kanto , foi recompensado com o reconhecimento formal como um daimyō , e do clã foi estabelecida no Domínio de Odawara (45.000 koku ) na Província de Sagami , onde os Ōkubo se tornaram castelões do Castelo de Odawara . O principal ramo dos Ōkubo consiste em sua família e seus descendentes .
Ōkubo Tadachika (1553-1628) sucedeu a seu pai Tadayo em Odawara, e com ele as receitas do han aumentaram para 70.000 koku. Tadachika em 1614 foi acusado de participação na trama de Tokugawa Tadateru contra seu irmão, o Shogun Tokugawa Hidetada, e com isso foram tiradas as terras do Clan. Tadahicka foi confinado em Hikone na Província de Omi (atual Shiga) .
Ōkubo Tadamoto (1604-1670) foi implicado inicialmente na desgraça de seu avô, Tadahicka, no entanto, foi instalado em 1632 em Domínio de Kano (50.000 koku ) na Província de Mino , em seguida, ele foi transferido em 1639 para o Domínio de Akashi  na Província de Harima . Foi transferido novamente em 1649 para o Domínio de Karatsu (90.000 koku) na Província de Hizen , e novamente em 1678 para o Domínio de Sakura na Província de Shimōsa. Este ramo principal dos Ōkubo voltou ao Domínio de Odawara (100.000 koku), onde residiu até a Restauração Meiji. O último Daimyō de Odawara, Ōkubo Tadayoshi morreu na Rebelião Satsuma .
O líder deste ramo do clã, Ōkubo Tadanori depois da Abolição do sistema han se tornou shishaku ( "visconde" ) no kazoku .

### Ramos Secundários
- Um ramo secundário foi criado em 1601 por Ōkubo Tadasuke (1537-1613), o segundo filho de Ōkubo Tadakazu, que foi um dos generais do exércitos de Tokugawa Ieyasu. Como recompensa Tadasuke tornou-se Daimyō do Domínio de Numazu  (20.000 koku ) na Província de Suruga , mas como morreu sem deixar herdeiros, o domínio foi revertido para o shogunato [1].
- Outro ramo secundário dos Ōkubo foi criado em 1684. Pelos descendentes de Ōkubo Tadatame (1554-1616), o sexto filho de Ōkubo Tadakazu, que ocupava o cargo de Hatamoto no Shogunato Tokugawa. Em 1687, Ōkubo Tadataka acumulou  receitas da ordem de 10.000 koku, que o qualificou para se juntar às fileiras dos Daimyō. Seu filho, Ōkubo Tsuneharu (1675-1728) recebeu o Domínio de Karasuyama (30.000 koku ) na Província de Shimotsuke em 1725, onde seus descendentes permaneceram até a Restauração Meiji. O líder desta linha, Ōkubo Tadayori, se tornou shishaku ( "visconde" ), no Período Meiji [1].
- Um terceiro ramo secundário dos Ōkubo foi criado em 1706. Este Ramo foi instituída pelos descendentes de Ōkubo Norihiro (1657-1737), que foram instalados no Domínio de Ogino-Yamanaka (13.000 koku ) na Província de Sagami de 1718 a 1868. O líder deste ramo se tornou shishaku ( "visconde" ), no Período Meiji [1].